# Na Estrada (filme)
On the Road (em inglês) ou Sur la route (em francês;  bra: Na Estrada; prt: Pela Estrada Fora) é um filme franco-canadiano-brasileiro de aventura e drama de 2011 dirigido por Walter Salles. É uma adaptação do romance de 1957 homônimo de Jack Kerouac. O filme foi estrelado por Garrett Hedlund, Sam Riley, Kristen Stewart, Amy Adams, Tom Sturridge, Danny Morgan, Alice Braga, Elisabeth Moss, Kirsten Dunst e Viggo Mortensen. O produtor executivo foi Francis Ford Coppola. As filmagens começaram em 4 de agosto de 2010, em Montreal, Quebec, com um orçamento de US$25 milhões.
A história é baseada nos anos que Kerouac passou viajando nos Estados Unidos no final dos anos 1940 com seu amigo Neal Cassady e várias outras figuras que iriam sobre a fama em seu próprio direito, incluindo William S. Burroughs e Allen Ginsberg.
Em 23 de maio de 2012, o filme estreou na competição para a Palma de Ouro no Festival de Cannes de 2012. O filme recebeu as primeiras críticas mistas depois que estreou no festival de cinema. O filme também estreou no Festival Internacional de Cinema de Toronto de 2012, em setembro.

## Sinopse
Nova Iorque, antes de 1940. Depois da morte de seu pai, Sal Paradise, um aspirante de 23 anos, conhece Dean Moriarty, um ex-prisioneiro de 20 anos com uma moral flexível e um charme devastador. Dean é fascinado pela obsessão de Sal por escrever. Sal é fascinado com a liberdade de Dean. Eles passam suas noites sonhando sobre um outro mundo, formando uma amizade que vai fazê-los rodar por todo os Estados Unidos. Depois de passar um tempo da casa de Bull Lee em Louisiana, Sal, Dean e sua jovem esposa Marylou formaram um trio feliz, viajando e curtindo a liberdade. O elenco conta com Sam Riley, Garrett Hedlund e Kristen Stewart nos papéis principais.

## Elenco

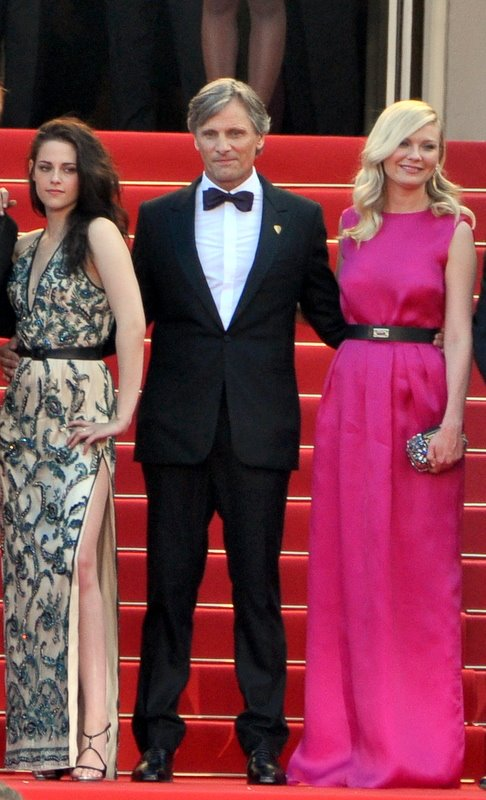
Membros do elenco (a partir da esquerda) Kristen Stewart, Viggo Mortensen e Kirsten Dunst no Festival de Cannes

- Garrett Hedlund como Dean Moriarty
- Sam Riley como Sal Paradise
- Kristen Stewart como Marylou
- Amy Adams como Jane
- Tom Sturridge como Allen Ginsberg
- Alice Braga[9] como Terry
- Elisabeth Moss[9] como Galatea Dunkel
- Danny Morgan[9] como Ed Dunkel
- Kirsten Dunst como Camille
- Viggo Mortensen como Velho Bull Lee
- Steve Buscemi[9] como vendedor
- Terrence Howard como Walter[9]
- Giselle Itié como Tonia
- Marie-Ginette Guay como Gabrielle Levesque, tia de Sal[10]

## Desenvolvimento

### As tentativas anteriores
A adaptação cinematográfica de On the Road foi no inferno do desenvolvimento por décadas. Em 1957, Jack Kerouac escreveu uma carta de uma página com o ator Marlon Brando, sugerindo que ele interpretasse Dean Moriarty, enquanto Kerouac iria retratar Sal Paradise. Na carta, Kerouac imaginou o filme a ser rodado "com a câmera no banco da frente do carro, mostrando a estrada (dia e noite) descontrair no pára-brisa, como Sal e Dean iaque". Brando nunca respondeu a carta, e, mais tarde, a Warner Bros. ofereceu US$ 110 000 para os direitos do livro de Kerouac, mas seu agente, Sterling Lord, recusou. Lord esperava para $ 150 000 da Paramount Pictures, que queria lançar Brando no filme. O acordo não ocorreu e Kerouac ficou irritado que seu agente pediu muito dinheiro.
O cineasta Francis Ford Coppola comprou os direitos em 1979. Ao longo dos anos, ele contratou vários roteiristas para adaptar o livro para o cinema, incluindo Michael Herr e Barry Gifford, apenas para Coppola escrever o seu próprio projecto com seu filho Roman. Em 1995, o cineasta planejava gravar em filme preto-e-branco 16 milímetros e realizou audições com o poeta Allen Ginsberg na assistência, mas o projeto não deu certo. Coppola disse: "Eu tentei escrever um roteiro, mas eu nunca soube como fazê-lo É difícil — É um filme de época; É muito importante que seja período. Qualquer coisa que envolva período custa muito dinheiro". Vários anos mais tarde, ele tentou de novo com Ethan Hawke e Brad Pitt para interpretarem Sal Paradise e Dean Moriarty, respectivamente, mas o projeto também não funcionou. Em 2001, Coppola contratou romancista Russell Banks para escrever o roteiro e planejava fazer o filme com Joel Schumacher dirigindo e estrelado por Billy Crudup como Sal Paradise e Colin Farrell como Dean Moriarty , mas esta encarnação do projeto foi arquivado também. Gus Van Sant também manifestou interesse em fazer o filme.

### Pré-produção
Coppola viu Diários de Motocicleta do diretor brasileiro Walter Salles e o contratou para dirigir o filme. Salles foi atraído para o romance, porque, segundo ele, trata-se de pessoas "tentando entrar em uma sociedade que é impermeável", e que ele quer "lidar com uma geração que se choca com a sociedade". No final de 2008, ele estava prestes a ter o sinal verde para o filme, quando a economia americana entrou em colapso e financista francês Pathe queria fazer cortes significativos para o orçamento de US$35 milhões. Produtora Rebecca Yeldham percebeu que não poderia fazer o filme de Salles que tinha inicialmente previsto. No entanto, enquanto conversava com MK2 Productions em Paris sobre outros filmes potenciais, eles pediram a Salles se ele tinha alguns projetos de paixão. Ele disse-lhes sobre On the Road e no Festival de Cannes de 2010, MK2 ajudou a produção com um orçamento de 25 milhões dólares e American Zoetrope de Coppola em associação com Film4 no Reino Unido, France 2 Cinéma, Canal+, France Télévisions, Ciné+ e Videofilmes, no Brasil.
Em preparação para o filme, ele fez o documentário Searching for On the Road, em que ele tomou a mesma viagem de estrada como o personagem principal do romance, Sal Paradise, e falou para gravar com poetas da Geração Beat que conheciam Kerouac. Ele fez isso a fim de compreender "a complexidade da prosa com infusão de jazz e o clima sociopolítico que informou o período". Salles foi ocasionalmente acompanhado por roteirista do filme José Rivera, além de passar seis meses lendo sobre Kerouac. Rivera, em seguida, começou a escrever o roteiro, produzindo cerca de 20 rascunhos. Rascunhos posteriores dependem menos no livro publicado e muito mais sobre o manuscrito original, que havia sido digitado em um rolo de 120 metros de papel e mantidas em todos os nomes reais.

### Elenco
Em 2010, Salles teve que convencer o elenco que ele tinha montado em 2007 para permanecer comprometidos com o projeto. Isto incluiu Sam Riley como o alter ego do autor Jack Kerouac, Sal Paradise, Garrett Hedlund como Dean Moriarty (Neal Cassady), que tinha sido ligado ao papel desde setembro de 2007, e Kristen Stewart como Marylou. Salles queria lançar ela depois de ver o filme de Sean Penn Into the Wild, mas teve de filmar suas cenas antes de outubro 2010 quando ela começou a filmar The Twilight Saga: Breaking Dawn – Part 1.
Kirsten Dunst foi posteriormente lançada como Camille (Carolyn Cassady). Na primeira semana de agosto de 2010, Viggo Mortensen e Amy Adams se juntaram ao elenco, Mortensen foi para o papel de Velho Bull Lee (William S. Burroughs) e Adams como a esposa do personagem, Jane (Joan Vollmer). Ator inglês Tom Sturridge foi escalado como Carlo Marx (Allen Ginsberg), poeta e amigo de ambos Sal Paradise e Dean Moriarty.
Salles se reuniu com alguns dos membros do elenco a quem ele trabalhou em Diários de Motocicleta, incluindo a produtora Rebecca Yeldham, roteirista José Rivera, diretor de fotografia Eric Gautier, o desenhista de produção Carlos Conti e o compositor Gustavo Santaolalla.
Antes do início das filmagens em 2 de agosto de 2010, em Montreal, Canadá, todo o elenco passou por um período de três semanas "treinamento de campo beatnik" de acordo com Stewart, que envolveu leitura de literatura referente à Geração Beat e foi levado pelo biógrafo de Kerouac, Gerald Nicosia. Ele jogou uma entrevista em áudio que foi gravado em 1978 com Lu Anne Henderson, esposa de Neal Cassady, a quem o personagem do livro Marylou é baseada. Para dar ao elenco uma ideia do tipo de filme que ele imaginou, Salles selecionou À bout de souffle de Jean-Luc Godard e Shadows de John Cassavetes.

### A filmagem principal
As filmagens começaram em 4 de agosto de 2010, em Montreal, no Canadá. Depois de um mês de filmagens em Montreal, a produção fez sequências de filmagens em Gatineau, Quebec, em 17 de agosto, que fica para Denver, Colorado, em 1947. O filme foi rodado durante cinco dias no meio de outubro de 2010 e em torno de Calgary, Alberta. A produção também filmou em Nova Orleans durante um mês, depois voltou para Montreal para filmar cenas finais do filme. A produção gravou por uma semana no início de dezembro de 2010, em São Francisco. Salles originalmente queria filmar no México por várias semanas, mas com a escalada da guerra de drogas por lá, muito pouco foi filmado e a produção mudou-se para o Arizona em seu lugar. Além disso, a produção também filmou na Argentina e no Chile com o ator Garrett Hedlund em um ponto de filmar uma cena em que ele dirigiu um Hudson Hornet 1949 nos Andes durante uma nevasca, usando óculos e gritando pela janela enquanto o diretor Walter Salles sentou-se em o assento do passageiro que prende uma câmara, com uma outra câmara montada na parte da frente do carro.

## Lançamento
On the Road foi exibido em 23 de maio de 2012 no Festival de Cannes, onde foi nomeado para o prêmio principal. Uma versão mais curta, de 124 minutos, foi exibido em 6 de setembro de 2012 no Festival Internacional de Cinema de Toronto.
Direitos de distribuição teatrais na América do Norte foram vendidas a AMC Networks com IFC Films e Sundance Selects liberá-lo nos cinemas. Lionsgate comprou os direitos para o Reino Unido.
O filme foi lançado nos Estados Unidos em 21 de dezembro 2012. Ao lado de sua abertura teatral, o filme foi lançado simultaneamente em vídeo IFC Films em serviço sob demanda.

### Resposta da crítica

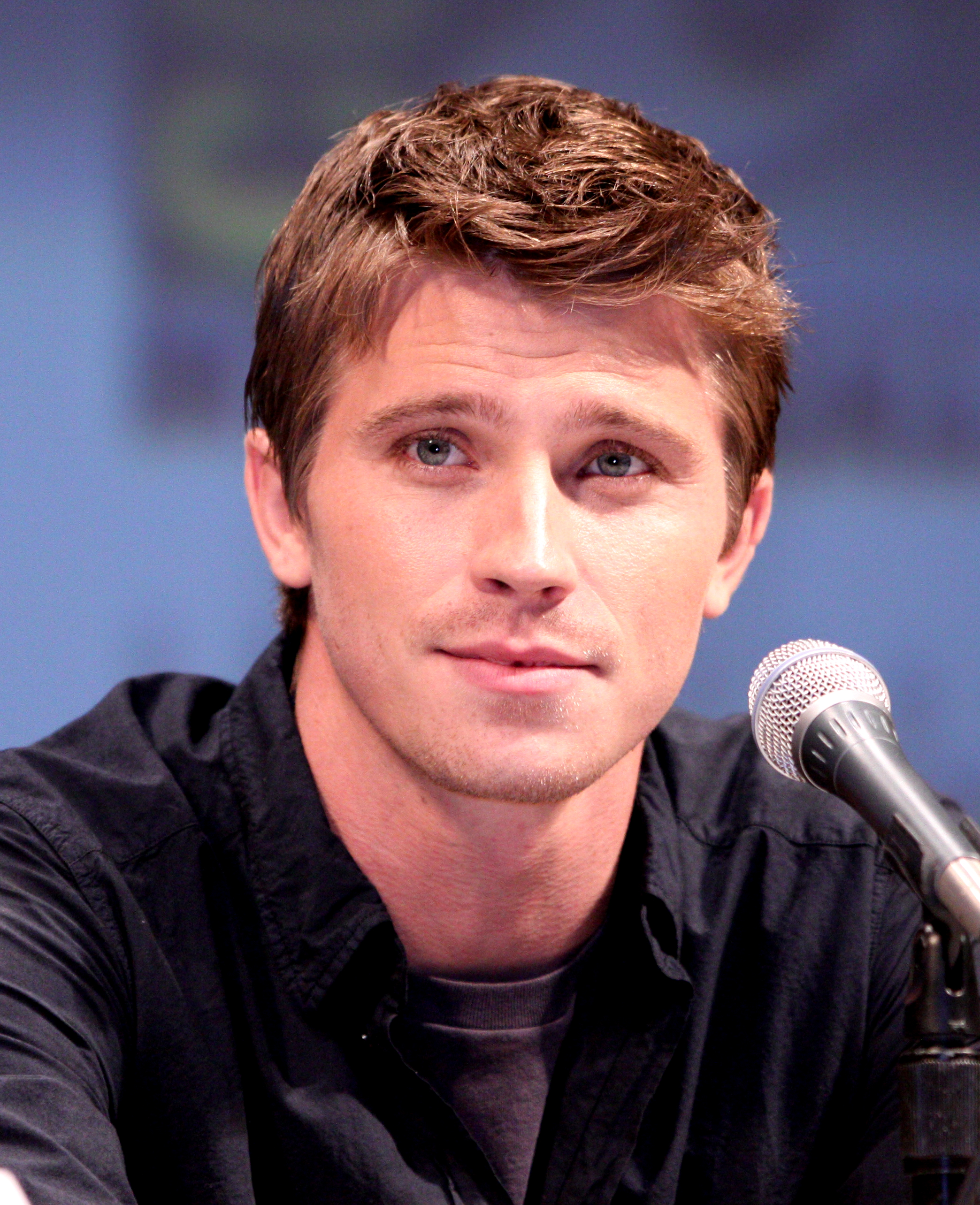
Garrett Hedlund, intérprete de Dean Moriarty, foi apontado para o elogio

As primeiras resenhas de On the Road foram principalmente mista, embora o desempenho de Garrett Hedlund foi muitas vezes escolhido para o louvor. O filme tem uma classificação de "podre" de 45% no website Rotten Tomatoes, baseado em 90 opiniões e uma pontuação média de 5.5/10.
Natália Bridi do Omelete disse que o filme é um tributo à Geração Beat e escreveu "É desse respeito, dessa noção de antes e depois causada pelo livro de Kerouac, que nasce o Na Estrada de Salles. A versão para o cinema da história de como o alucinado vagabundo de Denver, Dean Moriarty (Garrett Hedlund), mudou a vida de Sal Paradise (Sam Riley), se apresenta orgânica, fiel e inspirada. Da fotografia bela e certeira do francês Eric Gautier (Diários de Motocicleta, Na Natureza Selvagem), da escolha da trilha sonora, ora frenética pelo jazz, ora melancólica como o blues, às atuações de um elenco que se manteve fiel ao projeto por oito anos, o filme é resultado prático do despertar causado pela leitura de On The Road."
Cássio Starling Carlos da Folha de S.Paulo disse "A adaptação do relato de Jack Kerouac parecia não fazer mais sentido, depois de tantas décadas nas quais a visão de mundo da geração beat ajudou a reinventar valores e comportamentos e gerou um sem fim de derivados.", e completou "Com essa segurança em mãos, Salles desenha um mapa afetuoso da parceria masculina entre Sal e Dean, expressa os apelos e embates do erotismo surdo que une e separa os dois homens, acompanha a fusão de desejo e ciúme quando à amizade mistura-se a sexualidade de Marylou, Camille e Carlo. Com inteligência e sem excesso de precaução, o projeto ganha sentido na medida em que se transformou no, talvez, mais belo filme de Salles e não só numa boa adaptação do livro de Kerouac.

## Prêmios e indicações
Venceu
- Amy Adams ganhou como Atriz Coadjuvante do Ano no Hollywood Film Festival (também para Trouble with the Curve e The Master)

Nomeações
- Nomeado a Palma de Ouro no Festival de Cannes de 2012
- O Prêmio Competição Oficial Para Walter Salles de Melhor Direção no Festival de Cinema de Sydney de 2012

Listas
- Um dos Top 10 filmes independentes de 2012 pelo National Board of Review
- N º 8 em filmes mais incomuns da Variety de 2012.
- Cinema 2012 Melhores Filmes do Ano por Kees van Dijkhuizen, Jr.
- O cartaz foi nomeado # 25 Poster do Ano pela revista Entertainment Weekly
- Um dos Melhores Filmes de 2012 pelo Total Film